# Lucifugum
Lucifugum je ukrajinski black metal-sastav.   

## Sastav

### Sadašnja postava
- Khlyst (Igor Naumchuk) – vokal (2014-), poezija (1995-), bubnjevi (2008-)
- Stabaath (Elena Naumchuk) - vokal, gitara, bas (2004-)

### Bivši članovi
- Bal-a-Myth - gitara, bas (1995. – 2002.)
- Faunus – vokal (1995. – 2001.)

## Diskografija
- Gates of Nocticula - 1996.
- Path of Wolf - 1996.
- Through the Indifferent Sky - 1997.
- on the sortilage of christianity - 1999 .
- On hooks to pieces! - 2000.
- …and the Wheel keeps crunching… - 2001.
- Stigma Egoism - 2002.
- …back to chopped down roots - 2003.
- Sociopath: philosophy cynicism - 2003.
- Vector33 - 2005.
- The Supreme Art of Genocide - 2005.
- Involtation - 2006.
- Sectane Satani - 2007.
- Acme Adeptum – 2008.
- Xa Heresy – 2010.
- Od Omut Serpenti – 2012.
- Sublimessiah – 2014.
- Agonia Agnosti - 2016.
- Infernalistica - 2018.
- Tri Nity Limb Ritual - 2020.

## Vanjske poveznice
- Metal Archives
- Discogs
- Propaganda